# Johann Reislin von Sonthausen
Johann Reislin von Sonthausen (20. května 1784, Sundhausen v Bádensku – 4. listopadu 1861, Olomouc) byl profesorem praktického lékařství na medicínsko-chirurgickém studiu olomouckého lycea a v roce 1822 zastával úřad jeho rektora. V letech 1828-1829 také ošetřoval olomouckého arcibiskupa kardinála Rudolfa Jana. Je pochován na Ústředním hřbitově v Olomouci.